# Bromoetan
Bromoetanul, cunoscut și sub fosta denumire de bromură de etil, este un compus organic cu formula C2H5Br. Este un lichid incolor.

## Obținere
Bromoetanul poate fi obținut prin hidrobromurarea etilenei:
{\displaystyle \mathrm {CH_{2}{=}CH_{2}+HBr\ {\xrightarrow {\ \ \ }}\ CH_{3}{-}CH_{2}{-}Br} }